# IC 1977
IC 1977 је спирална галаксија у сазвјежђу Бик која се налази на листи објеката дубоког неба у Индекс каталогу.
Деклинација објекта је + 17° 44' 27" а ректасцензија 3h 40m 45,0s. Привидна величина (магнитуда) објекта IC 1977 износи 13,6 а фотографска магнитуда 14,4. IC 1977 је још познат и под ознакама UGC 2815, MCG 3-10-5, CGCG 465-7, IRAS 03378+1734, PGC 13536.